# Автомобильный мост через Суэцкий канал
Мост через Суэцкий канал (бывший им. Хосни Мубарака, также известен как Мост 25 января или Мост египетско-японской дружбы) — автодорожный металлический вантовый мост через Суэцкий канал, построенный в 2001 году южнее города Эль-Кантара. Является частью автотрассы Порт-Саид — Исмаилия, соединяет Азию с Африкой. 
Церемония открытия моста прошла 9 октября 2001 года, в ней принял участие президент Египта Хосни Мубарак.
До постройки виадука Мийо являлся самым высоким вантовым мостом. Высота его пилонов, выполненных в форме обелисков фараонов Древнего Египта, составляет 154 м, а высота дорожного полотна над водой 70 м, что позволяет всем типам судов проходить через Суэцкий канал без ограничений. Общая длина моста 9 км, из которых почти 4 км собственно длина самого моста и 5 км подъездной части, длина основного пролёта — 404 м, ширина дорожного полотна — 10 м. 
Главное управление дорог, мостов и наземного транспорта Египта (GARBLT), входящее в состав Министерства транспорта Египта, контролировало строительство египетскими компаниями восточной и западной частей моста высотой 49,5 м по обе стороны канала и сотрудничало с японскими компаниями-исполнителями, которые построили вантовую/среднюю металлическую часть над каналом, являющуюся основной частью моста. Стоимость проекта составила 22,5 млрд йен, 60% которого было покрыто грантом от Правительства Японии.